# کوجی توریومی
کوجی توریومی (انگلیسی: Koji Toriumi؛ زادهٔ ۹ مهٔ ۱۹۹۵) بازیکن فوتبال اهل ژاپن است.
از باشگاه‌هایی که در آن بازی کرده‌است می‌توان به باشگاه فوتبال جف یونایتد ایچیهارا چیبا اشاره کرد.